# Caridina yilong
Caridina yilong е вид десетоного от семейство Atyidae. Видът е критично застрашен от изчезване.

## Разпространение и местообитание
Разпространен е в Китай (Юннан).
Обитава сладководни басейни и реки.